# Metamorfoze (programma)

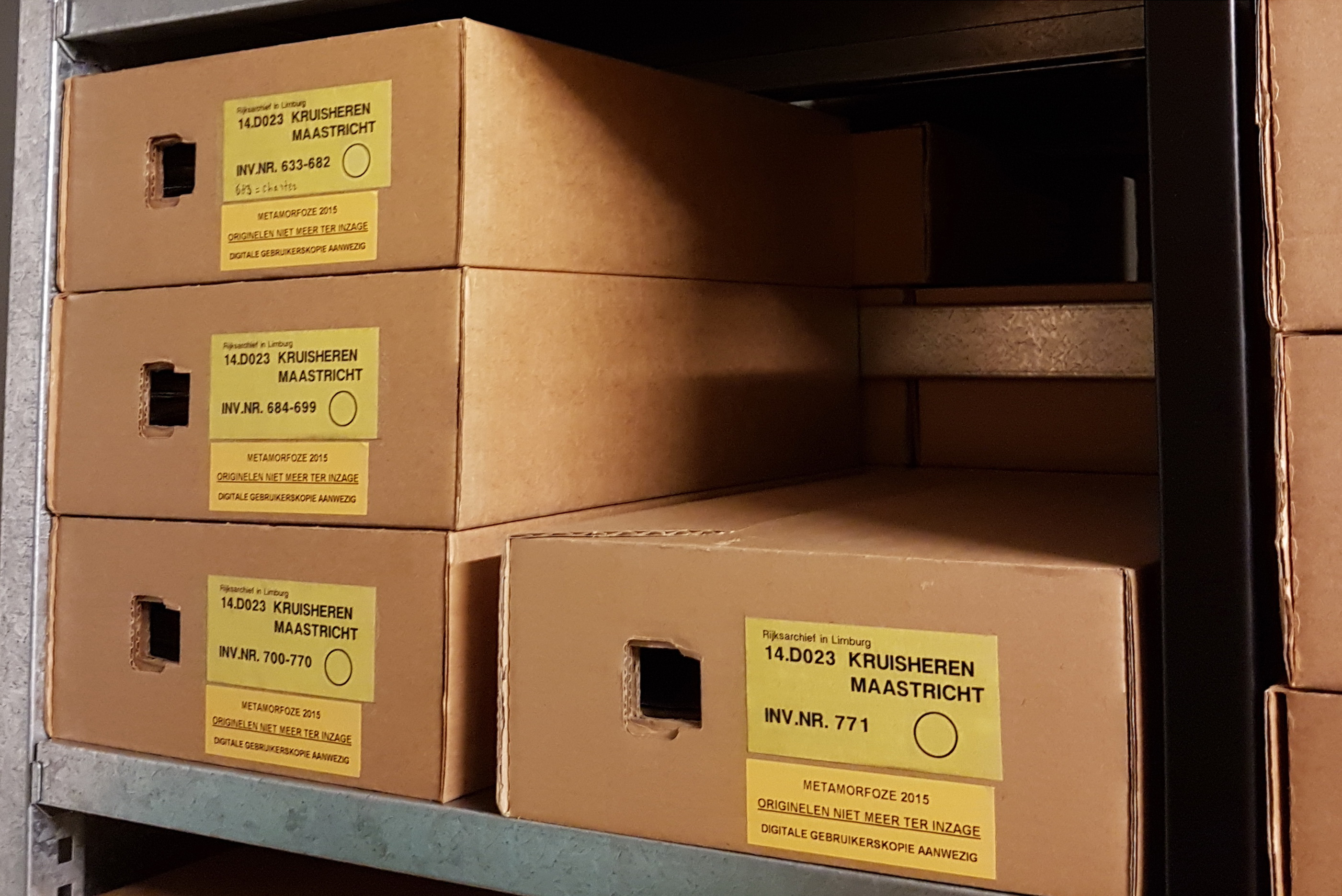
Archiefdozen in het RHCL met verwijzing naar het in het kader van Metamorfoze gedigitaliseerde archief van het Kruisherenklooster in Maastricht

Metamorfoze is de naam van het Nationaal Programma voor het Behoud van het Papieren Erfgoed en is ondergebracht bij de Koninklijke Bibliotheek. Het programma is opgericht in 1997 en is een initiatief van het Ministerie van OCW.
Metamorfoze financiert projecten voor de conservering en digitalisering van archieven en collecties, en boeken, kranten en tijdschriften. Daarnaast investeert Metamorfoze in onderzoek naar papierconservering. 

## Kwetsbaar papier
Metamorfoze zorgt voor de bescherming en het behoud van het papieren erfgoed met name voor materiaal uit de periode tot 1960. Vooral papier uit de periode 1840-1950 is kwetsbaar vanwege het hout dat toen als grondstof is gebruikt. Papier uit die periode kan ernstig verzuurd zijn. Ook inktvraat veroorzaakt schade aan papier. IJzergallusinkt bevat ijzersulfaat en dat veroorzaakt een chemisch proces dat papier aantast. Om het origineel te  beschermen wordt een digitale kopie gemaakt, zodat het origineel veilig opgeborgen kan worden in een magazijn of archief. Het origineel wordt zo voor de toekomst behouden. Het digitale exemplaar wordt dan online beschikbaar gesteld zodat het via de computer te bekijken is. Een digitale kopie (masterbestand) van hoge kwaliteit wordt ook voor de toekomst behouden omdat deze duurzaam bewaard wordt.

## Boeken, kranten en tijdschriften
Metamorfoze selecteert Nederlandse boeken, kranten en tijdschriften uit de periode tot 1960 voor digitalisering. Na de selectie start het digitaliseringstraject dat uitgevoerd wordt door de Koninklijke Bibliotheek. Aan het eind van het traject komt het materiaal online beschikbaar via Delpher.

## Archieven en Collecties
Metamorfoze selecteert Nederlandse archieven en collecties uit de periode tot 1950 voor conservering. Erfgoedinstellingen kunnen hiervoor een projectaanvraag indienen. Na de goedkeuring start de erfgoedinstelling met het project. Aan het eind van het traject komt het materiaal online beschikbaar via de website van de erfgoedinstelling. De masterbestanden worden duurzaam opgeslagen in het e-Depot van het Nationaal Archief.

## Conservering door digitalisering
Sinds 2007 werkt Metamorfoze met de methode “digitalisering”. Voor die tijd werd microfilm gebruikt voor het maken van de kopie van het papieren originele document. Omdat het papieren origineel door de digitalisering niet meer nodig is voor het gebruik, draagt het bij aan het behoud van het archief of de collectie. Als voorbereiding op het digitaliseren en om ervoor te zorgen dat het originele materiaal langer bewaard kan worden financiert Metamorfoze bepaalde behoudswerkzaamheden. Daarbij kun je denken aan ontzuring, kleine reparaties, zuurvrije verpakking en geklimatiseerde opslag. Ook andere vormen van autonoom verval, zoals inktvraat en kopervraat (groenvraat) worden aangepakt.

## De naam Metamorfoze
Het Metamorfoze-programma is genoemd naar de roman Metamorfoze van Louis Couperus uit 1897. In het jaar dat het conserveringsprogramma is opgericht was het honderd jaar geleden dat het boek Metamorfoze uitkwam. Het programma is daarom naar dit boek genoemd. Bij een van de eerste projecten is ook het manuscript en de eerste druk van het boek van Couperus geconserveerd en op microfilm gezet.
Een citaat uit het boek over hoe werk van de auteur door zijn echtgenote gered werd:
Al mijn kritieken! Waarom heb je die bewaard?
Je weet, hoe slordig je er altijd mee was, trots al je netheid. Je bewaarde ze nooit. Ik vond dat jammer. En ik heb ze bewaard voor jou...

## Voorbeelden collecties
- Collectie liedbladen Wouters
- Collectie liedbladen Moormann
- Kruisherenarchief Maastricht
- Collectie Nederlandse Scheepspost (Admiralty Court)
- Luchtmans Uitgeverij
- Hanns Albin Rauter